# Черников, Иван Андреевич
Иван Андреевич Черников (1918—2002) — советский военнослужащий. В Рабоче-крестьянской Красной Армии и Советской Армии служил с октября 1939 года по май 1946 года. Участник Великой Отечественной войны. Полный кавалер ордена Славы. Воинское звание — гвардии старший сержант.

## Биография

### До войны
Иван Андреевич Черников родился 2 октября 1918 года в селе Лебеди Старооскольского уезда Курской губернии РСФСР (ныне в черте города Губкин Белгородской области Российской Федерации) в крестьянской семье. Русский. Окончил 5 классов неполной средней школы. Трудился разнорабочим в местном колхозе. До армии успел жениться. Осенью 1939 года у Ивана Андреевича родился первенец — сын Николай, а через несколько дней он получил повестку из военкомата.
В ряды Рабоче-крестьянской Красной Армии И. А. Черников был призван Старооскольским районным военкоматом Курской области в октябре 1939 года. Срочную службу начал в Киевском особом военном округе. С августа 1940 года служил в составе 490-го стрелкового полка 173-й стрелковой дивизии 8-го стрелкового корпуса 26-й армии. С началом Великой Отечественной войны его часть вошла в состав Юго-Западного фронта.

### На фронтах Великой Отечественной войны
Война застала Ивана Андреевича под Перемышлем недалеко от советско-германской границы. В боях с немецко-фашистскими захватчиками красноармеец И. А. Черников с 24 июня 1941 года. Боевое крещение принял у населённого пункта Мостиска в бою против частей вермахта, прорвавшихся в направлении Львова. Затем отступал с боями на Тарнополь, Станислав, Винницу. Участвовал в сражении под Уманью, в ходе которого 173-я стрелковая дивизия попала в окружение и была почти полностью уничтожена. Ивану Андреевичу удалось избежать гибели и плена. Несколько недель он пробирался на восток, пытаясь выйти к своим, но не сумел преодолеть Днепр и в течение более чем двух лет вынужден был скрываться на территории оккупированного врагом Солонянского района Днепропетровской области. В октябре 1943 года район был частично освобождён советскими войсками, и Черникова вновь призвали в Красную Армию. После проверки и переподготовки 11 февраля 1944 года он был зачислен миномётчиком в 1-ю миномётную роту 137-го гвардейского стрелкового полка 47-й гвардейской стрелковой дивизии. Отличиться Ивану Андреевичу удалось уже в первые дни пребывания в полку в боях под Никополем.
В результате наступления советских войск в ходе Никопольско-Криворожской операции немецкие войска на Никопольском плацдарме столкнулись с угрозой окружения, и немецкое командование вынуждено было начать их отвод. Наибольшую опасность в сложившейся обстановке для противника представляла наступавшая с севера 8-я гвардейская армия, части которой к утру 5 февраля 1944 года взяли под контроль стратегически важный опорный пункт Апостолово и дальнейшим рывком к Днепру могли перерезать пути отступления. Чтобы избежать очередного котла, 11 февраля немцы нанесли мощный контрудар в стык 8-й гвардейской и 46-й армий. Ожесточённый бой завязался в районе высоты 99,6, где держал оборону 137-й гвардейский стрелковый полк. Сам Иван Андреевич об этом бое рассказывал:

Наша часть заняла оборонительные позиции по обе стороны шоссе, по которому двигалась вражеская колонна. Вдалеке взрывы бомб, слышалась орудийная стрельба. Мы едва успели окопаться и замаскировать свои позиции, как показались фашисты. Впереди немецкой колонны бронетранспортёров ехало несколько мотоциклистов. Мы пропустили мотоциклы и обрушили свой огонь по бронетранспортёрам.— Петров В. Слава сержанта Черникова.
Третьей миной наводчик Черников подбил головной бронетранспортёр, застопорив движение колонны. В течение дня немцы несколько раз предпринимал попытки прорыва, но гвардейцы подполковника И. А. Власенко не пропустили врага. В тот день гвардии красноармеец И. А. Черников уничтожил ещё 3 пулемётные точки и более 15 солдат вермахта.
Отразив натиск немцев, полк по приказу командира дивизии перешёл в наступление, имея задачу овладеть крупным опорным пунктом врага селом Ново-Воронцовка. Из-за распутицы миномётчики взяли с собой только один миномёт и несколько десятков мин, которые пришлось несколько километров нести на руках. В бой с превосходящими силами противника гвардейцы вступили с ходу, даже не успев окопаться.

Я вёл огонь по фашистам, наступающим на наше подразделение, — рассказывает Черников. — Увидел, что немцы прорвались через оборонительные линии наших соседей справа и выходят к ним во фланг. Быстро оценив обстановку, даю команду членам расчёта Огаркову и Семёнову поднести к миномёту как можно больше мин, а сам быстро развернул миномёт в сторону прорвавшихся фашистов и открыл по ним беглый огонь. Меняя прицел, я с такой быстротой опускал мины в ствол миномёта, что когда первая мина разорвалась в гуще фашистских солдат, в воздухе уже было ещё несколько штук. Фашисты отступили, оставив на поле боя десятки убитых. Прорыв был ликвидирован.— Петров В. Слава сержанта Черникова.
15 февраля Ново-Воронцовка была взята, а через неделю Иван Андреевич за отличие в боях получил свою первую боевую награду — медаль «За отвагу».

### Орден Славы III степени
После ликвидации Никопольского плацдарма немцев 47-я гвардейская стрелковая дивизия весной 1944 года продолжила победоносное шествие по Правобережной Украине, пройдя путь от Днепра до Днестровского лимана. В июне решением Ставки ВГК она в составе 8-й гвардейской армии была переброшена на 1-й Белорусский фронт и, заняв позиции под Ковелем, начала подготовку к Люблин-Брестской операции стратегического плана «Багратион».
18 июля 1944 года 137-й гвардейский стрелковый полк прорвал сильно укреплённую и глубокоэшелонированную оборону немцев в районе деревни Ольшанка и, в тот же день на плечах бегущего противника форсировав реку Плыску, начал стремительное продвижение к городу Любомлю. В районе населённого пункта Скибы неприятель попытался остановить гвардейцев подполковника Власенко, бросив в бой крупные силы пехоты при поддержке самоходной артиллерии. В ходе ожесточённого боя, длившегося несколько часов, наводчик миномёта гвардии младший сержант И. А. Черников «обеспечил высокую эффективность миномётного огня, с первых выстрелов поражая немецкую пехоту». В составе своего подразделения Иван Андреевич участвовал в отражении 6 контратак, в ходе которых подавил огонь 6 пулемётов, а также истребил и частично рассеял до взвода вражеской пехоты. Сломив сопротивление немцев, ранним утром 19 июля 137-й гвардейский стрелковый полк ворвался на окраину Любомля. К полудню во взаимодействии с танкистами 11-го танкового корпуса части 47-й гвардейской стрелковой дивизии полностью очистили город от войск противника.
Продолжая преследование врага, в 3 часа утра 20 июля 137-й гвардейский стрелковый полк вышел на государственную границу СССР и с ходу начал форсирование Западного Буга. В числе первых на левый берег реки переправился взвод 1-й миномётной роты, в составе которого воевал гвардии младший сержант Черников. Быстро установив своё орудие на огневую позицию, Иван Андреевич открыл шквальный огонь по немецким траншеям, меткими выстрелами поражая огневые средства и пехоту врага. Когда осколком снаряда в расчёте был ранен заряжающий, Черников взял его обязанности на себя. Работая за двоих, он сумел обеспечить быстрое и точное выполнение приказов командира взвода. Благодаря эффективной огневой поддержке миномётчиков, штурмовые батальоны полка овладели прибрежными немецкими укреплениями. Захваченный гвардейцами подполковника Власенко небольшой плацдарм дал возможность основным силам дивизии с минимальными потерями преодолеть водную преграду и совершить стремительный бросок к Висле. За смелость и отвагу, за образцовое выполнение боевых заданий командования приказом от 17 августа 1944 года гвардии младший сержант И. А. Черников был награждён орденом Славы 3-й степени.

### Орден Славы II степени
5 августа 1944 года 47-я гвардейская стрелковая дивизия была введена на Магнушевский плацдарм и принимала участие в боях за его удержание и расширение. С этого плацдарма 14 января 1945 года части 8-й гвардейской армии перешли в наступление в рамках Варшавско-Познанской операции Висло-Одерского стратегического плана. При прорыве сильно укреплённой и глубокоэшелонированной обороны противника в районе населённого пункта Монёхи (Moniochy) командир миномётного расчёта гвардии сержант И. А. Черников «проявил мужество и боевую выдержанность». Находясь непосредственно в боевых порядках пехоты под сильным артиллерийским и миномётным огнём, Иван Андреевич со своим расчётом в течение короткого промежутка времени меткими выстрелами подавил две огневые точки врага, мешавшие продвижению стрелкового подразделения, чем способствовал захвату первой линии траншей.
Опрокинув боевые порядки немцев, 137-й гвардейский стрелковый полк штурмом овладел опорным пунктом противника деревней Брониславов (Bronisławow) и, преследуя врага и не давая ему закрепиться на промежуточных рубежах, к исходу первого дня наступления вышел в район населённого пункта Бобровники (Bobrowniki). Всё это время гвардейский расчёт сержанта Черникова находился в передовых подразделениях своего полка и огнём миномёта неоднократно подавлял огневые средства и рассеивал скопления пехоты неприятеля. 15 января во время боя за деревню Липки один из стрелковых взводов попал под плотный миномётный огонь врага и вынужден был залечь. Быстро вычислив, откуда бьёт вражеское орудие, Иван Андреевич ответными выстрелами накрыл огневую позицию немцев и уничтожил миномётную точку, дав возможность стрелковому подразделению продолжить атаку и овладеть населённым пунктом.
К вечеру того же дня оборона противника была прорвана на всю глубину, а 16 января части 47-й гвардейской стрелковой дивизии во взаимодействии с 21-й гвардейской механизированной бригадой освободили посёлок Едлиньск (Jedlińsk) к северу от Радома, выполнив текущую боевую задачу.
После непродолжительной паузы 18 января 1945 года гвардейцы генерал-майора В. М. Шугаева продолжили наступление на запад, стремительно продвигаясь вслед за танковыми соединениями к Одеру. Гвардии сержант И. А. Черников участвовал в разгроме немецких войск в Мезеритцком укреплённом районе, штурмовал Шверин, участвовал в боях за плацдарм, захваченный частями 8-й гвардейской армии на западном берегу реки Одер в районе населённого пункта Ной-Маншнов (Neu Manschnow) юго-западнее Кюстрина. За отличие в боях приказом от 17 февраля 1945 года он был награждён орденом Славы 2-й степени.

### Орден Славы I степени
С объединённого плацдарма на левом берегу реки Одер, получившего название «Кюстринский», 16 апреля 1945 года ударная группировка 1-го Белорусского фронта перешла в решающее наступление на Берлин. В ходе Берлинской операции расчёт гвардии сержанта И. А. Черникова находился в расположении одной из стрелковых рот своего полка и неоднократно способствовал успешному решению её боевых задач. При прорыве сильно укреплённой обороны немцев в районе Гольцова Иван Андреевич меткими выстрелами подавил две пулемётные точки и уничтожил расчёт артиллерийского орудия, чем способствовал взятию первой линией вражеских траншей.
Преодолевая упорное сопротивление врага, к вечеру первого дня наступления части 47-й гвардейской стрелковой дивизии вышли к подножию Зееловских высот в районе Вербиг (Werbig)—Ной-Вербиг (Neu Werbig). Противник превратил возвышенности в мощный узел обороны и рассчитывал надолго задержать советские войска на этом рубеже. Перед 137-м гвардейским стрелковым полком 17 апреля была поставлена задача овладеть командной высотой. Брать её решили комбинированным ударом с фронта и фланга. Однако как только рота, которую сопровождал миномётный расчёт Черникова, поднялась в атаку, немцы из засады открыли по ней шквальный огонь и заставили гвардейцев снова залечь. Быстро сориентировавшись в сложной боевой обстановке, гвардии сержант Черников выдвинулся в том направлении, откуда вёлся огонь, и скоро обнаружил в кустарнике две пулемётные точки и скопление немецких автоматчиков. По его команде расчёт накрыл немецкие позиции огнём, под прикрытием которого рота пошла на штурм вражеских укреплений. Командная высота была взята, что дезорганизовало оборону противника. Продолжая развивать наступление на позиции врага с фланга, гвардейцы полковника Власенко оказали содействие другим полкам дивизии, в результате чего ещё несколько ключевых высот перешли под контроль советских подразделений. Противник пытался вернуть утраченные позиции и несколько раз переходил в контратаки, но все они были отбиты с большим уроном.

Наш расчёт находился на переднем крае, — вспоминал впоследствии ветеран. — Порой немцам удавалось настолько приблизиться к позиции, что моему расчёту приходилось браться за автоматы и вместе с пехотинцами встречать врага в ближнем бою.— Петров В. Слава сержанта Черникова.
Всего в боях на Зееловских высотах в этот день Иван Андреевич со своими бойцами уничтожил 4 пулемёта и до взвода вражеской пехоты.
Отразив натиск врага, подразделения 47-й гвардейской стрелковой дивизии перерезали рейхштрассе № 5 на участке Зеелов—Гузов (Gusow), а оттуда продвинулись к линии немецкой обороны «Вотан» (Wotan-Stellung) на подступах Мюнхебергу. Сломить сопротивление немцев на этой позиции советским войскам удалось только 19 апреля. Прорвав оборонительные порядки неприятеля, дивизия гвардии генерал-майора В. М. Шугаева устремилась к Берлину. Немцы продолжали отчаянно сопротивляться, поэтому каждый населённый пункт на пути к германской столице приходилось брать с боем. В период с 19 по 23 апреля только гвардейский полк полковника Власенко, сражаясь в предместьях Берлина, очистил от немецких войск более 400 кварталов, уничтожив около 750 солдат и офицеров вермахта и ещё 225 взяв в плен. Вечером 23 апреля 137-й гвардейский стрелковый полк вышел к реке Шпрее южнее Карлсхорста. Противник, укрепившись в развалинах завода на противоположном берегу реки, всеми имевшимися средствами пытался помешать переправе подразделений полка. Под сильным огнём врага в числе первых форсировал водную преграду расчёт гвардии сержанта Черникова. Быстро установив миномёт, Иван Андреевич обрушил на немцев шквал мин и в течение нескольких минут подавил вражеские огневые точки, истребив при этом много живой силы неприятеля. Преодолев Шпрее, 137-й гвардейский стрелковый полк совместно со 140-м гвардейским стрелковым полком ворвался на окраину Берлина. Продвигаясь к центру столицы Германии, гвардейцы генерал-майора Шугаева, среди которых был и гвардии сержант Черников, форсировали Ландвер-канал и, наступая по Потсдамер-штрассе, вышли к кварталу правительственных зданий. Здесь, недалеко от Рейхсканцелярии, 2 мая 1945 года Иван Андреевич завершил свой боевой путь. Через год после окончания войны за отличие в Берлинской операции указом Президиума Верховного Совета СССР от 15 мая 1946 года он был награждён орденом Славы 1-й степени.

### После войны
На военной службе И. А. Черников оставался до мая 1946 года. Демобилизовавшись в звании гвардии старшего сержанта, Иван Андреевич вернулся на родину. Первое время работал в колхозе «Заря свободы». В 1949 году перешёл на работу в Коробковскую геологоразведочную партию, занимавшуюся исследованием месторождений Курской магнитной аномалии. В геологоразведке Черников проработал 14 лет, пройдя путь от рабочего до сменного бурового мастера. На его глазах небольшой, основанный ещё до войны, рабочий посёлок Губкин, поглотив соседние деревни и сёла, в том числе Салтыково, Лебеди и Коробково, превратился в город с более чем двадцатитысячным населением. В 1959 году началось освоение расположенного рядом с городом Лебединского железорудного месторождения, и в 1963 году Иван Андреевич пришёл работать на Лебединский карьер, где до выхода на пенсию трудился машинистом дробилки на дробильно-сортировочной фабрике. В Губкине при содействии местных властей и руководства предприятия он построил свой дом, где жил вместе с женой Анной Филипповной и четырьмя детьми. Выйдя на заслуженный отдых, пенсионер-фронтовик вёл активную общественную жизнь, участвовал в патриотическом воспитании молодёжи и ветеранском движении. Умер Иван Андреевич 19 января 2002 года на восемьдесят четвёртом году жизни. Похоронен в Губкине.

## Награды
- Орден Отечественной войны 1-й степени (06.04.1985)[16];
- орден Славы 1-й степени (15.05.1946)[1];
- орден Славы 2-й степени (17.02.1945)[5];
- орден Славы 3-й степени (17.08.1944)[11].
- Медали, в том числе:

медаль «За отвагу» (22.02.1944);
медаль «В ознаменование 100-летия со дня рождения Владимира Ильича Ленина»;
медаль «За победу над Германией в Великой Отечественной войне 1941—1945 гг.»;
медаль «За взятие Берлина».

## Память
- Бюст И. А. Черникова установлен на Аллее Героев у памятника воину-освободителю в городе Губкин Белгородской области[17].

## Документы
- Общедоступный электронный банк документов «Подвиг Народа в Великой Отечественной войне 1941—1945 гг.» Дата обращения: 5 января 2015. Архивировано из оригинала 13 марта 2012 года.

Орден Отечественной войны 1-й степени.
Орден Славы 2-й степени.
Орден Славы 3-й степени.
Медаль «За отвагу».
- Обобщенный банк данных «Мемориал». Архивировано из оригинала 10 мая 2012 года.

ЦАМО, ф. 58, оп. 18002, д. 1590.